# Parc national de Sahamalaza
Le Parc national de Sahamalaza se trouve dans la partie nord-ouest de Madagascar dans la région de Sofia, avec 26 035 hectares.
La gestion du parc national a été confiée à Madagascar National Parks, avec une partie du financement assuré par le Fonds pour les aires protégées et la biodiversité de Madagascar (FAPBM).

## Géographie
Le parc national est situé près d'Ambanja dans le district d'Ambanja (région de Diana) et d'Analalava (région de Sofia).

## Espèces
Espèces phares :
- Lémur noir aux yeux bleus, Lémur souris géant du Nord, Lémur sportif de Sahamalaza, Boophis ankarafensis.